# Birgitte Federspiel
Karen Birgitte Federspiel (* 6. September 1925 in Kopenhagen; † 2. Februar 2005 in Odense) war eine dänische Schauspielerin.

## Werdegang
Die Tochter des Schauspielers Ejner Federspiel absolvierte von 1943 bis 1945 eine Schauspielausbildung am Theater in Frederiksberg. 1945 debütierte sie am Betty Nansen Teatret (damals Allé Scenen) in Frederiksberg. Von 1945 bis 1947 war sie am Odense Teater engagiert. Danach wechselte sie auf die Bühnen der dänischen Hauptstadt, sie gehörte den Ensembles von Folketeatret und Det Ny Teater an. Ab 1979 spielte sie wieder in Odense.
Birgitte Federspiel war auch auf der Leinwand aktiv, bereits als Jugendliche absolvierte sie ihr Filmdebüt in Jens Langkniv. 1955 spielte sie eine Bäuerin in Carl Theodor Dreyers Filmklassiker Das Wort, die im Finale des Filmes wieder zum Leben erweckt wird. Es folgten weitere bekannte Filme wie Tugend läuft Amok (1966), Hunger (1966) oder Die Olsenbande läuft Amok (1973), in letzterem Film trat sie an der Seite ihres Vaters auf. 1987 verkörperte Federspiel im oscarprämierten dänisch-französischen Spielfilm Babettes Fest eine Hauptrolle als enthaltsame Pfarrerstochter Martina. Insgesamt trat sie bis 2003 in mehr als 70 Film-und-Fernsehproduktionen auf.
1949 heiratete Federspiel den Schauspieler Henning Ahrensborg, der jedoch zwei Jahre später mit nur 26 Jahren an Leukämie starb. Ihre beiden späteren Ehen mit den Schauspielern Freddy Koch und Jens Østerholm wurden geschieden. Aus ihrer zweiten Ehe mit Koch hatte sie die Tochter Annegine Federspiel, welche ebenfalls als Schauspielerin tätig war. Birgitte Federspiel starb 2005 im Alter von 79 Jahren und wurde auf dem Assistenzfriedhof in Odense beigesetzt.

## Filmografie (Auswahl)
- 1940: Jens Langkniv
- 1942: Ta' briller på
- 1948: I de lyse nætter
- 1949: For frihed og ret
- 1950: Susanne
- 1951: Familien Schmidt
- 1952: Kærlighedsdoktoren
- 1953: Adam og Eva
- 1955: Das Wort (Ordet)
- 1956: Ein Mädel zum Küssen
- 1956: Vi som går stjernevejen
- 1957: En kvinde er overflødig
- 1957: Amor i telefonen
- 1959: Charles’ tante
- 1959: En fremmed banker på
- 1960: Den sidste vinter
- 1961: Gøngehøvdingen
- 1961: Komtessen
- 1961: Drømmen om det hvide slot
- 1963: Dronningens vagtmester
- 1963: Gudrun
- 1963: Hvis lille pige er du?
- 1964: Tod bei Tisch
- 1964: Tine
- 1966: Tugend läuft Amok (Dyden går amok)
- 1966: Hunger (Sult)
- 1966: Søskende
- 1967: Hagbard und Signe (Den røde kappe)
- 1970: Og så er der bal bagefter
- 1972: Geburten verboten (Z.P.G.)
- 1973: Die Olsenbande läuft Amok (Olsen-banden går amok)
- 1974: Nøddebo Præstegård
- 1974: Nitten røde roser
- 1976: Julefrokosten
- 1976: Den korte sommer
- 1977: Pas på ryggen, professor
- 1977: Nyt legetøj
- 1978: Fængslende feriedage
- 1978: Firmaskovturen
- 1978–1979: Die Leute von Korsbaek (Fernsehserie, 3 Folgen)
- 1984: Min farmors hus
- 1987: Sidste akt
- 1987: Babettes Fest
- 1987: Peter von Scholten
- 1994: Carlo og Ester
- 1997: Barbera
- 1998: Forbudt for børn
- 2001: Kat

## Auszeichnungen
- 1955: Bodil: Beste weibliche Hauptrolle in Ordet
- 1959: Bodil: Beste weibliche Hauptrolle in En fremmed banker på
- 1973: Henkel-Preis (heute Lauritzen-Preis)
- 1985: Dannebrog-Orden
- 2001: Teaterpokalen (Theaterpokal)